# Marzec 2006 w sporcie
Zobacz też: Marzec 2006 • Zmarli w marcu 2006 • Marzec 2006 w Wikinews

## 29 marca
- Piłka nożna
  - Zaległy mecz 19. kolejki Orange Ekstraklasy: Arka Gdynia – Wisła Płock 1:1.

## 26 marca
- Boks
  - Krzysztof Włodarczyk pokonał jednogłośnie na punkty podczas bokserskiej gali w Siedlcach byłego mistrza świata (z 1997 roku) organizacji IBF Amerykanina Imamu Mayfielda i odniósł tym samym 35. zwycięstwo na zawodowych ringach. Stawką tego pojedynku były dwa wakujące tytuły mistrza świata organizacji IBC i WBC Fecarbox w kategorii junior ciężkiej. Oba po walce trafiły w ręce Włodarczyka. Walka zakontraktowana została na 12 rund. Wszyscy trzej sędziowie ogłosili zwycięstwo Polaka: 106:103, 106:102 i 107:101.
- Rajdowe mistrzostwa świata
  - Rajd Katalonii 2006: Zwycięzcą rajdu został Francuz Sébastien Loeb, drugi ze stratą 48 sekund rajd zakończył Daniel Sordo, a trzeci ze stratą minuty czterdziestu pięciu sekund uplasował się Marcus Grönholm. Polak Michał Kościuszko zakończył rajd na 24. miejscu i stracił ponad 28 minut do zwycięzcy. Pierwszego dnia w tragicznym wypadku zginął pilot Niemca Aarona Burkarta Jörg Bastuck.
- Curling
  - Szwedki na czele z Anette Norberg pokonały w finale mistrzostw świata kobiet zespół z USA pod przewodnictwem Debbie McCornick 10:9. Brąz zdobyły Kanadyjki.
- Snooker
  - W finale turnieju rankingowego China Open Mark J. Williams (Walia) pokonał Johna Higginsa (Szkocja) 9:8.
- Piłka nożna
  - 21. kolejka Orange Ekstraklasy: Pogoń Szczecin – Wisła Kraków 1:2, Zagłębie Lubin – Arka Gdynia 4:0, Wisła Płock – Korona Kielce 1:0, Lech Poznań – Amica Wronki 1:1, Polonia Warszawa – Górnik Zabrze 4:1, Cracovia – Górnik Łęczna 0:1, Groclin Grodzisk Wielkopolski – GKS Bełchatów 3:1, Odra Wodzisław – Legia Warszawa 1:2.

## 25 marca
- Biathlon
  - W biegu pościgowym mężczyzn, na dystansie 12,5 km, wygrał Norweg Ole Einar Bjørndalen. Drugi na mecie był Polak Tomasz Sikora ze stratą 5,6 s. Trzeci był Niemiec Ricco Gross, który stracił do prowadzącego 7,1 s.

## 24 marca
- Hokej na lodzie
  - Finał play-off mistrzostw Polski: Klub Sportowy Cracovia zdobyła mistrzostwo Polski pokonując w piątym meczu GKS Tychy 5:1. To zwycięstwo było czwartym w finale i ostatecznie zadecydowało o mistrzowskim tytule.

## 22 marca
- Piłka nożna
  - 1/2 finału Pucharu Polski: Lech Poznań – Wisła Płock 0:1 (pierwszy mecz 0:0), awans Wisły. W finale zmierzy się z Zagłębiem Lubin.
  - Zaległy mecz Orange Ekstraklasy: GKS Bełchatów – Górnik Łęczna 1:1.

## 21 marca
- Piłka nożna
  - 1/2 finału Pucharu Polski: Korona Kielce – Zagłębie Lubin 0:0 (pierwszy mecz 0:2), awans Zagłębia.

## 20 marca
- Łyżwiarstwo figurowe
  - Oficjalne rozpoczęcie mistrzostw świata w Calgary. Rywalizację rozpoczęli soliści w dwóch grupach kwalifikacyjnych oraz pary sportowe w programach krótkich. Prowadzi duet chiński: Zhang Dan & Zhang Hao.

## 19 marca
- Biathlon
  - Bieg biathlonowy ze startu wspólnego na 15 km wygrał Tomasz Sikora, który miał 30,7 sek. przewagi nad Francuzem Raphaëlem Poirée i 38 sek. nad Norwegiem Ole Einar Bjørndalenem. To drugi pucharowy sukces wicemistrza olimpijskiego z Turynu (poprzedni w 1995).
- Piłka nożna
  - 20. kolejka Orange Ekstraklasy: Legia Warszawa – Cracovia 5:0, Arka Gdynia – GKS Bełchatów 2:0, Amica Wronki – Polonia Warszawa 3:0, Wisła Kraków – Odra Wodzisław Śląski 1:0.
- Tenis, finały turnieju Pacific Life Open w Indian Wells:
  - gra pojedyncza mężczyzn: Roger Federer (Szwajcaria) – James Blake (USA) 7:5, 6:3, 6:0
  - gra pojedyncza kobiet: Marija Szarapowa (Rosja) – Jelena Diemientjewa (Rosja) 6:1, 6:2

## 18 marca
- Kolarstwo szosowe:
  - Włoch Filippo Pozzato wygrał jednodniowy wyścig kolarski Mediolan-San Remo zaliczany do klasyfikacji ProTour 2006. Podczas sprintu z peletonu wyprzedził takie sławy kolarskie jak Alessandro Petacchi (2. miejsce) czy Tom Boonen (4. miejsce). Liderem rankingu pozostaje zwycięzca wyścigu Paryż-Nicea – Floyd Landis.

## 16 marca
- Biathlon:
  - Tomasz Sikora zajął drugie miejsce w biegu sprinterskim na 10 km zaliczanym do klasyfikacji Pucharu Świata w biathlonie, który odbył się w fińskiej miejscowości Kontiolahti. Sikora o 6,5 s przegrał ze Szwedem Carlem-Johanem Bergmannem, który odniósł pierwsze zwycięstwo w zawodach PŚ w karierze.

## 15 marca
- Piłka nożna:
  - 1/2 finału Polski: Wisła Płock 0:0 Lech Poznań

## 14 marca
- Piłka nożna:
  - 1/2 finału Polski: Zagłębie Lubin 2:0 Korona Kielce
- Kolarstwo szosowe
  - Zakończył się wyścig Tirreno-Adriático. Generalnym zwycięzcą został Holender Thomas Dekker.

## 12 marca
- Skoki narciarskie:
  - Adam Małysz (po skokach na odległość 130,5 i 124,5 m) wygrał w Oslo-Holmenkollen konkurs Pucharu Świata w skokach narciarskich. To czwarte zwycięstwo w stolicy Norwegii (rekord), pierwsze w tym sezonie i 29. w karierze reprezentanta Polski w zawodach PŚ. Małysz w stolicy Norwegii wyprzedził dwójkę Austriaków – Thomasa Morgensterna i Andreasa Koflera. (–> Wikinews)
- Piłka nożna
  - 19. kolejka Orange Ekstraklasy: Lech Poznań – Zagłębie Lubin 0:1, Polonia Warszawa – Korona Kielce 1:1, Pogoń Szczecin – Amica Wronki 0:3, Groclin Grodzisk – Legia Warszawa 0:4, Cracovia – Wisła Kraków (Derby Krakowa) 1:1.
- Kolarstwo
  - Zakończył się wyścig Paryż-Nicea. Generalnym zwycięzcą został Floyd Landis, nie wygrywając żadnego etapu. Tym samym, został pierwszym liderem tegorocznej klasyfikacji ProTour.
  - W drugim etapowym wyścigu klasy ProTour – Tirreno-Adriático w czasówce wygrał Włoch Fabian Cancellara.

## 10 marca
- Kolarstwo szosowe
  - Trzeci dzień wyścigu Tirreno-Adriático okazał się pechowy dla dotychczasowego lidera, Paolo Bettiniego, który na zjeździe zderzył się z innym kolarzem i z dość poważnymi obrażeniami został odwieziony do szpitala w Popoli. Dzisiejszy etap wygrał Oscar Freire przed Igorem Astarloą.

## 9 marca
- Kolarstwo szosowe
  - Drugi etap w wyścigu Tirreno-Adriático z Tivoli do Frascati wygrał znowu Paolo Bettini przed Erikiem Zabelem. Tym samym umocnił się na pierwszej pozycji w klasyfikacji generalnej, mając 8 sekund przewagi nad Zabelem.
  - Belg Tom Boonen, aktualny kolarski mistrz świata po raz trzeci wygrał etap kończący się finiszem z peletonu w tegorocznym wyścigu Paryż-Nicea, będącym częścią cyklu ProTour 2006. Liderem wyścigu pozostaje po wczorajszym etapie Amerykanin Floyd Landis.

## 8 marca
- Piłka siatkowa:
  - Skra Bełchatów przegrała z Iraklisem Saloniki 2:3 (25:22, 26:24, 22:25, 22:25, 10:15) w rewanżowym meczu drugiej rundy fazy play off Ligi Mistrzów siatkarzy. Pierwsze spotkanie zakończyło się zwycięstwem Iraklisu 3:0, który awansował do turnieju Final Four.
- Kolarstwo szosowe
  - Rozpoczął się wieloetapowy wyścig Tirreno-Adriático należący do cyklu ProTour 2006. Pierwszy etap z Tivoli do Tivoli wygrał Paolo Bettini przed Erikiem Zabelem i Thorem Hushovdem.
  - Trzeci etap wyścigu Paryż-Nicea wygrał Hiszpan Patxi Xabier Vila Errandonea. Liderem wyścigu został drugi tego dnia Floyd Landis.

## 7 marca
- Piłka nożna:
  - 1/4 finału Pucharu Polski: Korona Kielce – Legia Warszawa 3:0 (pierwszy mecz 0:2), awans Korony.
- Skoki narciarskie:
  - Adam Małysz po raz pierwszy w obecnym sezonie stanął na podium zawodów Pucharu Świata. Polak podczas zawodów w Kuopio oddał skoki na odległość 129,5 oraz 128 metrów, co dało mu 3. miejsce. Wygrał Szwajcar Andreas Küttel, który skoczył 132 i 129 metrów.

## 5 marca
- Skoki narciarskie:
  - Fin Janne Happonen, po skokach na odległość 124 i 129 m, wygrał konkurs Pucharu Świata w skokach narciarskich w Lahti. Reprezentant gospodarzy, który po raz pierwszy w swojej karierze stanął na najwyższym stopniu podium zawodów PŚ, o niespełna trzy punkty pokonał prowadzącego po pierwszej serii Czecha Jakuba Jandę. Trzeci był Niemiec Michael Uhrmann. Adam Małysz sklasyfikowany został na szóstym miejscu (123 i 122 m).
- Kolarstwo szosowe:
  - Amerykanin Bobby Julich wygrał prolog wyścigu Paryż-Nicea, rozgrywany jako jazda indywidualna na czas na dystansie 4,8 km. Nie wiadomo jednak, czy są to dla niego pierwsze punkty w cyklu ProTour 2006, gdyż organizator wyścigu, Amaury Sport Organisation jest w sporze z UCI i chce się wycofać z ProTour.
- Kolarstwo torowe:
  - Polscy kolarze torowi zdobyli Puchar Świata w sprincie drużynowym. Łukasz Kwiatkowski, Tomasz Schmidt i Damian Zieliński w ostatnich zawodach pucharowych w Sydney zajęli czwarte miejsce. W czterech startach (Moskwa, Manchester, Los Angeles, Sydney) Polacy zdobyli 28 pkt i wyprzedzili Niemców – 23 oraz Holendrów – 22. Najlepiej podopieczni Aleksandra Tołomanowa zaprezentowali się w Los Angeles, gdzie zajęli drugie miejsce.
- Lekkoatletyka:
  - Odbył się Halowy Puchar Europy w lekkoatletyce. Wśród pań tytuł obroniły Rosjanki, a na drugim miejscu uplasowały się Polki. To najwyższa lokata w dotychczasowych występach polskich reprezentantek. W poprzednim, w 2004 roku w Lipsku, zajęły czwartą lokatę za Rosjankami, Niemkami i Ukrainkami. Wśród mężczyzn najlepsi okazali się Francuzi. Na czwartej pozycji uplasowali się Polacy, mając tyle samo punktów co Hiszpanie na trzecim miejscu. To najwyższa lokata w dotychczasowych występach Polaków. W poprzednim, w 2004 roku w Lipsku, zajęli siódmą lokatę.
  - Anna Rogowska (SKLA Sopot) ustanowiła w Liévin podczas halowych zawodów o Puchar Europy rekord Polski w skoku o tyczce wynikiem 4,80. Poprzedni rekord także należał do brązowej medalistki olimpijskiej, która 18 lutego skoczyła w Birmingham 4,79.
  - Monika Bejnar (AZS AWF Warszawa), wynikiem 52,45, ustanowiła rekord Polski w biegu na 400 m. Poprzedni rekord należał do Grażyny Prokopek, która 22 lutego 2004 roku pokonała ten dystans w Spale w czasie 52,56.
- Koszykówka:
  - W rozegranym we Włocławku Meczu Gwiazd Dominet Basket Ligi zespół Północy pokonał Południe 97:84 (28:26, 19:19, 31:15, 19:24). Najbardziej wartościowym zawodnikiem został wybrany Amerykanin Chudney Gray, występujący na co dzień w zespole AZS Gaz Ziemny Koszalin.
- Rajdowe mistrzostwa świata
  - Rajd Meksyku: Zwycięzcą tegorocznego rajdu został Sébastien Loeb z przewagą 49 sekund nad Petterem Solbergiem, trzeci ze stratą ponad 4,5 minuty uplasował się Manfred Stohl. Polak Leszek Kuzaj zajął 14. miejsce ze stratą 32 minut do zwycięzcy.

## 4 marca
- Piłka nożna:
  - 18. kolejka Orange Ekstraklasy: Amica Wronki – Odra Wodzisław Śląski 4:0, Wisła Kraków – Groclin Grodzisk Wielkopolski 2:1, Legia Warszawa – GKS Bełchatów 1:0, Cracovia – Górnik Zabrze 1:2.
- Tenis, finały turniejowe z bieżącego tygodnia:
  - turniej mężczyzn w Dubaju: Rafael Nadal (Hiszpania) – Roger Federer (Szwajcaria) 2:6, 6:4, 6:4
  - turniej mężczyzn w Acapulco: Luis Horna (Peru) – Juan Ignacio Chela (Argentyna) 7:6, 6:4
  - turniej mężczyzn w Las Vegas: James Blake (USA) – Lleyton Hewitt (Australia) 7:5, 2:6, 6:3
  - turniej kobiet w Dosze: Nadieżda Pietrowa (Rosja) – Amélie Mauresmo (Francja) 6:3, 7:5
  - turniej kobiet w Acapulco: Anna-Lena Grönefeld (Niemcy) – Flavia Pennetta (Włochy) 6:1, 4:6, 6:2

## 3 marca
- Boks:

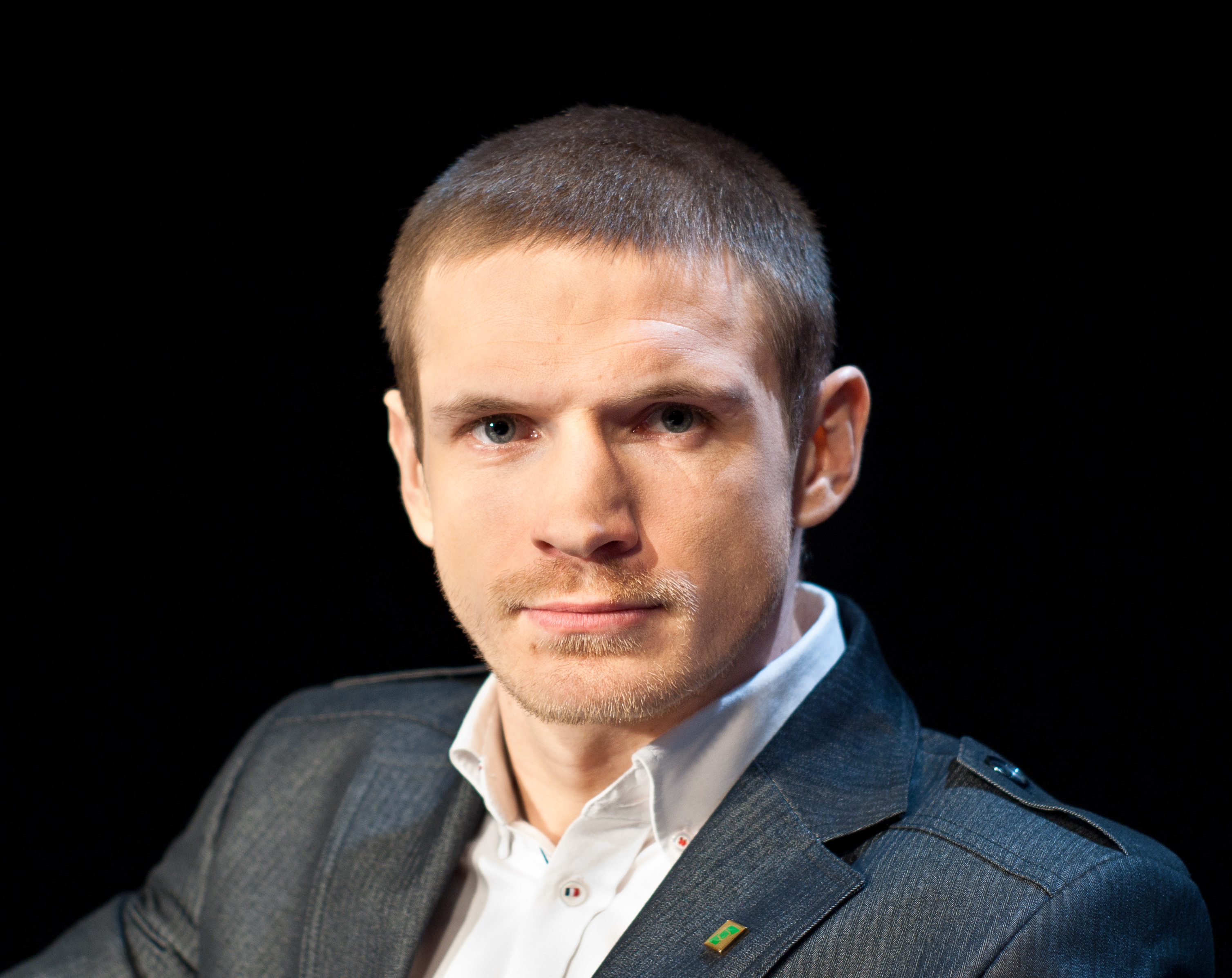
Grzegorz Proksa

  - Grzegorz Proksa (Polish Boxing Promotion) wywalczył w angielskim Hartlepool młodzieżowe mistrzostwo świata WBC i IBF w wadze średniej, po zwycięstwie nad Belgiem Kennethem Van Eesvelde. 21-letni Proksa stoczył dotychczas sześć pojedynków – wszystkie wygrał.

## 1 marca
- Piłka nożna:
  - W towarzyskim meczu w Kaiserslautern reprezentacja Polski przegrała z USA 0:1 (0:0). Jedynego gola tuż po przerwie zdobył Clint Dempsey.
- Piłka siatkowa:
  - Iraklis Saloniki pokonał BOT Skrę Bełchatów 3:0 (25:22, 25:19, 25:17) w pierwszym meczu drugiej fazy play off Ligi Mistrzów siatkarzy. Rewanż odbędzie się 8 marca w Bełchatowie.